# Arco da Federação
O Arco da Federação (em castelhano:  Arco de la Federación) é um monumento no município do Libertador no oeste do distrito metropolitano de Caracas, especificamente dentro do Parque Ezequiel Zamora (El Calvario). 
Aberto ao público pelo presidente Joaquín Crespo em 28 de outubro de 1895 em comemoração à Guerra Federal venezuelana entre 1859 e 1863. O arquiteto Juan Hurtado Manrique foi o encarregado de projetar o Arco junto a Alejandro Chataing. Sua última restauração realizou-se no ano de 2010, como parte das melhorias do Parque El Calvario.

## Galeria

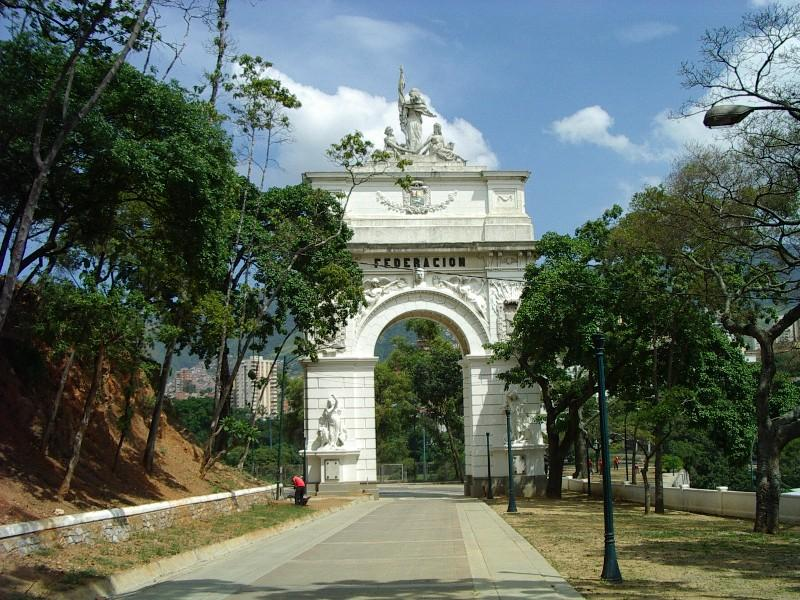
O Arco e arredores.
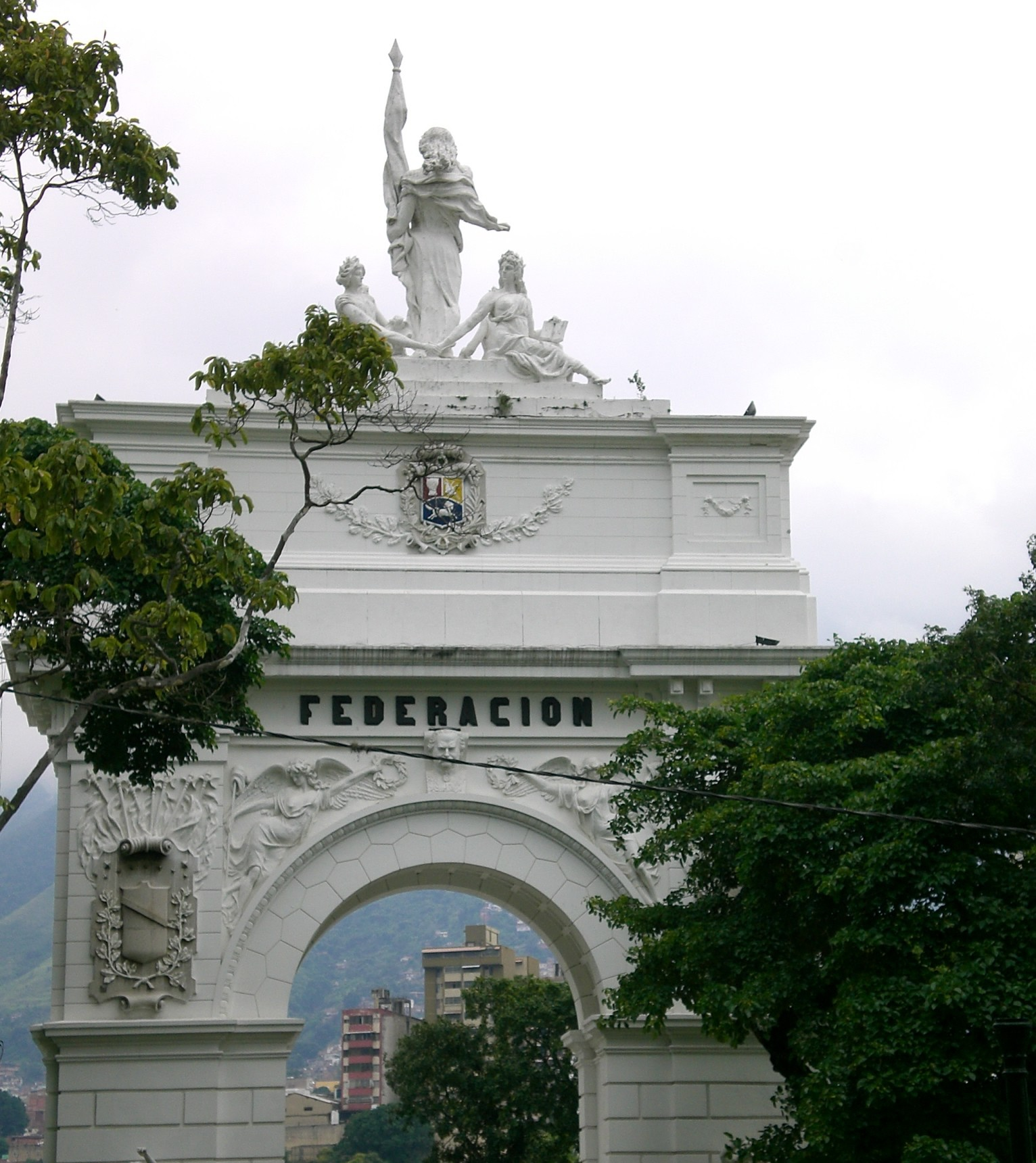
O Arco de la Federación antes de sua restauração.